# Palavras gregas para o amor
A língua grega é constituída de muitos vocábulos conceituais. Assim, em grego antigo, não há uma única palavra para descrever o amor, a filosofia da Grécia Antiga classifica o amor em diversas formas:
- Ágape (ἀγάπη agápē[1]): significa “amor” no grego moderno. A palavra foi usada de maneiras diferentes por uma variedade de fontes contemporâneas e antigas, incluindo os escritores da Bíblia. Muitos pensavam que essa palavra representava apenas o amor divino, incondicional, com autosacrifício, pela vontade e pelo pensamento, embora também possa ser praticado por humanos inspirados por esse sentimento, mas em grau bem inferior, obviamente, em função das imperfeições e limitações humanas. Os filósofos gregos nos tempos de Platão e outros autores antigos usaram o termo para denotar uma afeição em contraste com philia (uma afeição que poderia ser encontrada entre amigos e de forma não sexual) e eros (uma afeição de natureza sexual e romântica). Aparece no Novo Testamento e descreve, entre outras coisas, o relacionamento entre Jesus e os seus discípulos. Na literatura bíblica, seus significados são ilustrados como autossacrifício e a disposição de amor a todas as pessoas, amigos e inimigos, o chamado amor ao próximo. Por causa do seu uso frequente no Novo Testamento, os escritores cristãos desenvolveram uma quantidade significativa de teologia baseada unicamente na interpretação desta palavra.[2][3]

- Eros (ἔρως érōs): remete à palavra grega moderna “érotas”, com a sua significação de “amor romântico". Entretanto, eros não necessariamente evoca uma natureza sexual, embora muitas vezes esteja associado ao desejo de erotismo, à atração física, ao prazer e ao sexo propriamente dito. O eros pode ser interpretado como um amor a quem se ama mais do que o amor de philos, podendo também se aplicar a definição de relacionamentos afetivos propriamente ditos. Seria o amor entre os apaixonados. Filosoficamente, Platão refina uma definição própria de eros: para ele, embora esta forma de amor seja sentida inicialmente em disposição a uma pessoa, contemplando-se este alguém o amor é transformado numa apreciação da beleza trazida na alma, ou mesmo na apreciação da beleza formalmente definida (ver: Teoria das ideias). Deve-se apontar que Platão não observa na atração física uma parte necessária do amor erótico, donde o “amor platônico” significa um amor sem atração física. Para Platão, o eros promove o conhecimento da recordação da beleza da alma e contribui para a compreensão da verdade espiritual. Os amantes e os filósofos são, para ele, inspirados a procurar a verdade pelo eros. O trabalho mais famoso de Platão sobre o assunto é O Banquete, tratando-se de uma discussão entre os estudantes de Sócrates sobre a natureza do eros.[4][5]

- Philia (φιλία philía/filia): “amizade” no grego moderno, indica um amor virtuoso e desapaixonado. É o tipo de amor relacionado à amizade e companheirismo, onde não há a presença do eros. É descrito como o amor entre amigos e irmãos. Foi desenvolvido conceitualmente por Aristóteles, a incluir a lealdade aos amigos e à comunidade e requerendo igualdade e familiaridade. Esta é a única outra palavra para o “amor” usada nos textos antigos do Novo Testamento além de ágape, mas é usada substancialmente com menor frequência. Aristóteles diz que a philia é necessária como um meio para atingir a felicidade (“ninguém escolheria viver sem amigos mesmo se tiver todos os outros bens, a nobreza ou gentileza para si”).[6][7]
- Philos (φίλος filos/phílos[8]): "confiabilidade", "amado" ou "querido", afinidade, amigabilidade[9] (ou amabilidade)[10] e lealdade baseada na confiança.[11] Descreve o amor amical e companhia amiga ou amistosa, um tipo de amizade no valor caracteristicamente grego profundamente enraizado no conceito de reciprocidade, pela troca de favores e apoio, com um senso íntimo de respeito um para o outro, tendo atitudes amigáveis e confiáveis de companheiro/parceiro.[12] É o oposto de hostil, odiador e inimigo (ἐχθρός ekhthrós/echthros), separado de xénos (ξένος estranho ou desconhecido).[13][14]

- Storge (στοργή storgē): “afeição” do grego moderno. É usada para indicar a afeição natural como aquela que os pais sentem pela prole. É considerado o mais benéfico dos afetos. Acontece especialmente na família, entre seus membros. Normalmente é caracterizada como o amor dos pais aos filhos e outros membros do núcleo familiar. É o tipo de amor que nasce naturalmente, muitas vezes biologicamente e diferentemente de philia e eros, em que o amor aparece de formas circunstanciais. É um amor considerado “pronto”, do nascimento.[15]
- Filautia (φιλαυτία philautía): "amor-próprio", sinônimo de egoísmo.[16][17] Se refere a uma atitude mental positiva e se engaja no autocuidado, autorreconhecimento e autovisibilidade (ou autoconsciência). Isto não é um senso de vaidade, mas uma consciência e aceitação de quem você realmente é, mostrando-se compaixão em tempos mais escuros. Os gregos dividiram ainda mais esse amor em positivo e negativo: um na versão doentia é o amor auto-obcecado e o outro é o conceito de autocompaixão.[18]
- Xênia (ξενία xenía): "hospitalidade", a generosidade e cortesia mostradas aos que estão longe de casa e/ou associados da pessoa que oferece amizade aos hóspedes.[19] Os rituais de ceder hospitalidade criaram e expressaram uma relação recíproca entre hóspede e anfitrião, expressa tanto em benefícios materiais (como a doação de presentes a cada parte) quanto em imateriais (como proteção, abrigo, favores ou certos direitos normativos).
- Pragma (πραγμα/τικότητα prágma/tikótita): "realidade", uma forma amadurecida e pragmática de amor,[20] tendo envelhecido como bom vinho com o tempo. É comumente visto em cônjuges que são casados há décadas, e é algo pelo qual todos inconsciente ou secretamente ansiamos — a companhia que olha além de nossas limitações, mas nos ama por nossa frágil humanidade. Um amor em que somos aceitos incondicionalmente e nunca nos afastaremos. É difícil encontrar e leva muito tempo e paciência para cultivar companheirismo.[21]
- Mania (μανία manía): "transtorno mental" do qual o termo "maníaco" ou "mânico" é derivado. Um desejo de manter o parceiro em alta estima e querer amar e ser amado dessa maneira, vendo especialidade na interação. Esse tipo de amor tende a levar um parceiro a um tipo de loucura e obsessão. Na roda de cores, é representada pela cor púrpura, pois é uma mistura ou desequilíbrio entre ludus (λυδός, em latim: lūdus/ludós) e eros.[22] Isto é o que acontece quando o amor se torna assustador, e é a competência de stalkers (bisbilhoteiros) e ilusão. Aqueles que experimentam/vivenciam essa forma de amor também se tornam codependentes e podem ser autores de abuso de seus entes queridos.[23]